# Leopold von Ranke
Leopold von Ranke (Wiehe, 21 december 1795 – Berlijn, 23 mei 1886) was een Duits historicus. Zijn methode, de kritisch-filologische methode, vormde de basis van de moderne geschiedwetenschap. In de historiografie wordt de stroming die zijn methoden gebruikt 'historisme' genoemd.

## Biografie

### Vroege leven
Leopold von Ranke werd geboren in een familie van gelovige lutheranen. Hij kreeg zijn scholing op de kostschool van Schulpforta en ging daarna studeren aan de Universiteit van Leipzig waar lutherse theologie en de klassieken zijn studies werden. Hij werd een expert op de filologie en was betrokken bij het vertalen van vele teksten. Zijn aanpak hierin zouden bijdragen aan zijn later historische tekstkritiek.
Tussen 1818 en 1825 was Ranke docent klassieke talen aan een middelbare school in Frankfurt an der Oder. In deze periode nam ook zijn interesse in geschiedenis toe. Hij werd zowel geïnspireerd door Barthold Georg Niebuhr en Johann Gottfried von Herder. Ook had hij een religieus motief, namelijk om de hand van God in de geschiedenis te vinden. In 1824 kwam zijn eerste historische werk uit: Geschichte der romanischen und germanischen Völker von 1494 bis 1514 waar ook een verhandeling in stond over de kritische tekstbehandeling die volgens hem van belang was voor de taak van de historicus.

### Wetenschappelijke carrière
Naar aanleiding van deze publicaties kreeg Ranke een aanstelling als hoofddocent aan de Universiteit van Berlijn waar hij als professor tussen 1835 en 1871 werkzaam zou zijn. In de periode 1834-1836 publiceerde hij Die römischen Päpste in den letzen vier Jahrhunderten, een werk dat nog steeds als een meesterwerk van de narratieve geschiedschrijving beschouwd wordt. In 1830 maakte Ranke een korte politieke uitstap in zijn carrière, want hij zag zich genoodzaakt na de Julirevolutie de Pruisische politiek te verdedigen en het liberale en democratische denken af te wijzen.
Pas in 1839 keerde hij weer terug bij zijn historische schrijfwerk en publiceerde hij verschillende boeken, waaronder de omvangrijke Neun Bücher preussischer Geschichte, later nog uitgebreid tot twaalf delen. Twee jaar later werd hij benoemd tot koninklijke historiograaf van het Pruisische hof. In 1845 werd Ranke ook lid van de Koninklijke Nederlandse Akademie van Wetenschappen.
In 1843 huwde Ranke met de Ierse Clarissa Helena Graves. Nadat koning Frederik Willem IV van Pruisen in 1857 ernstig ziek werd trok Ranke zich definitief terug uit het politieke leven. In 1865 werd hij opgenomen in de adelstand. Zes jaar later zou hij na de dood van zijn vrouw zich ook terugtrekken uit het openbare leven. Doordat zijn zicht verslechterde was Von Ranke in zijn laatste jaren als wetenschapper aangewezen op zijn studenten. Ondanks deze handicap startte hij in 1882 met zijn grootste werk, namelijk het schrijven van een wereldgeschiedenis.

## Wetenschappelijke invloed

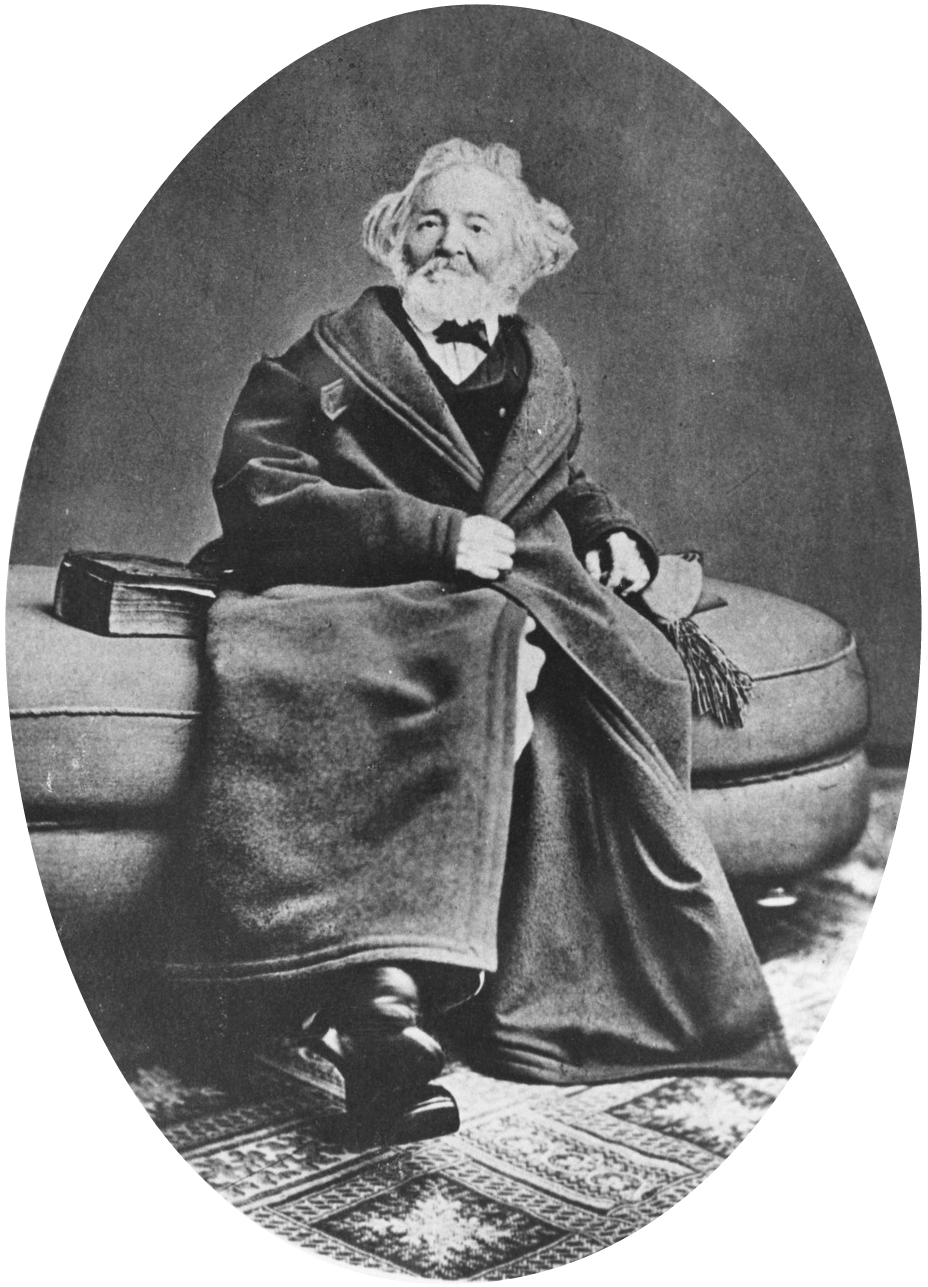
Foto van Leopold van Ranke (1877)

Hij was de man die geschiedenis voorstelde als de studie die betrachte: "bloss [zu] sagen wie es eigentlich gewesen" Hij kwam ook als een van de eersten met het concept van werkcolleges.
Ranke was van groot belang voor de historische bronnenkritiek. Hij ging proberen bronnen te beoordelen door toepassing van historische hulpwetenschappen, die deels hun oorsprong vonden in het renaissance-humanisme. Zijn beoordeling zou zowel de inhoud van de bron beslaan als het uitwendige aspect ervan (vorm, drager, ... ). De achterliggende bedoeling hiervan was te komen tot een volledig objectieve geschiedschrijving (will bloss sagen, wie es eigentlich gewesen). Volgens Ranke was deze te bereiken door een zorgvuldige toepassing van zijn kritisch-filologische methode. Dit zou echter een illusie zijn. Hij vertolkte ook de opvatting dat elk tijdperk beheerst werd door leidende ideeën, door hem Zeitgeist genoemd. De invulling van dat begrip ontleende hij aan de romantische geschiedschrijving van zijn tijd.
Ondanks zijn grote verdiensten vertoonde hij volgens tegenstanders ook grote tekortkomingen. Hem werd een ethisch relativisme verweten door zijn verzachtende houding in morele beoordelingen. Hij was ook van mening dat in de opeenvolging van gebeurtenissen de hand van God werkzaam was. Ook zijn werkwijze zou tekortkomingen vertonen. Hij beperkte zijn gezichtveld tot politieke gebeurtenissen, waarmee hij in de lijn lag van de geschiedschrijvers die hem voorgingen. Dit was eigenlijk inherent aan zijn methode, die uitsluitend toepasbaar was op diplomatieke akten. Hij zou ook te veel nadruk gelegd hebben op de heuristiek en de filologische kritiek van bronnen en daarbij te weinig aandacht geschonken hebben aan de zogenaamde historische synthese.
Zijn volgelingen noemt men rankeanen.

## Belangrijkste werken
- Geschichten der romanischen und germanischen Völker von 1494 bis 1535 (1824)
- Fürsten und Völker von Süd-Europa im sechzehnten und siebzehnten Jahrhundert (1827—)
- Die römischen Päpste in den letzen vier Jahrhunderten (1834—36)
- Deutsche Geschichte im Zeitalter der Reformation (1845—47)
- Neun Bücher preussischer Geschichte (1847—48)
- Französische Geschichte, vornehmlich im sechzehnten und siebzehnten Jahrhundert (1852—61)
- Englische Geschichte, vornehmlich im sechzehnten und siebzehnten Jahrhundert (1859—69)
- Die deutschen Mächte und der Fürstenbund (1871—72)
- Ursprung und Beginn der Revolutionskriege 1791 und 1792 (1875)
- Hardenberg und die Geschichte des preussischen Staates von 1793 bis 1813 (1877)